# Kåtatjärnen (Överluleå socken, Norrbotten)
Kåtatjärnen är en sjö i Bodens kommun i Norrbotten och ingår i Piteälvens huvudavrinningsområde.